# Victor Mureșan
Victor Mureșan (n. 26 aprilie 1881, Braniște – d. 7 martie 1951, Bistrița) a fost un delegat în Marea Adunare Națională de la Alba Iulia, organismul legislativ reprezentativ al „tuturor românilor din Transilvania, Banat și Țara Ungurească”, cel care a adoptat hotărârea privind Unirea Transilvaniei cu România, la 1 decembrie 1918.:p.124

## Biografie
Victor Mureșan a studiat teologia la Sibiu  slujind la începutul carierei ca preot în satul Livezi, din Comitatul Bistrița-Năsăud. După 1918, a fost preot în Bistrița. În perioada 1923-1925, Victor Mureșan a slujit ca preot militar în Statele Unite ale Americii, pentru ca, după întoarcerea sa în țară, să fie tot preot în Bistrița. De asemenea, a fost colegul de liceu al lui Pavel Tofan:p.516, membru al Sfatului popular al Comitatului Bistrița-Năsăud, organism creat la data de 3 noiembrie 1918:p.1.Pavel Tofan, fiind și scriitor care publica articole în ''Revista Bistriței'', prin a se semna cu pseudonimul Delavărarea, într-o relatare datată la 31 iulie 1959 :p.524, ce pare a fi parte dintr-un jurnal personal al acestuia, menționează că, accidentându-se în data de 13 noiembrie 1918, din cauza conducerii cu viteză mare a automobilului primit de la Sfatul popular, a fost transportat de către Victor Mureșan, fostul său coleg de liceu, cu trăsura, până în localitatea Iad, la casa celui din urmă menționat, unde a întalnit-o și pe mama lui Victor Mureșan.Tot Victor Mureșan a fost cel care l-a transportat pe Pavel Tofan acasă, cu trăsura, în aceeași seară de 13 noiembrie 1918, la Bistrița.:p.515-516. Victor Mureșan a decedat la data de 7 martie 1951, în Bistrița.:p.124

## Activitatea politică

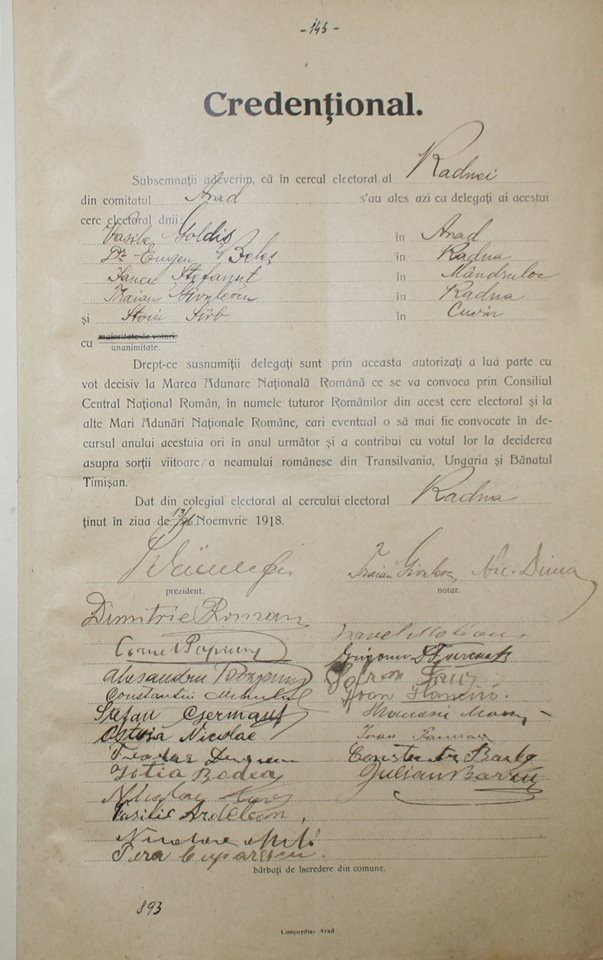
Credențional

În anul 1918, Victor Mureșan s-a remarcat ca președinte al Consiliului Național Român Central, la nivel local, și anume, în satul Livezi. Ca deputat în Adunarea Națională din 1 decembrie 1918 a reprezentat, ca delegat supleant, cercul electoral Bistrița.:p.124. Drept dovadă stă un credențional, datat la 28 noiembrie 1918, în care se consemnează că  Victor Mureșan fusese numit delegat din partea localității Iad, la Marea Adunare Națională de la Alba-Iulia.Denumirea Iad era vechea denumire a localității cu denumirea actuală ''Livezile''.:p.72.